# Baptist
Pour l’article homonyme, voir Rachael Baptist.
Baptist (en coréen : 뱁티스트) est un sonyun manhwa scénarisé par Mun Sung-Ho et dessiné par Yu Gyung-Won. Il est prépublié dans le magazine Young Champ et publié par l'éditeur Daewon en six volumes reliés sortis entre avril 2009 et juillet 2010. La version française est éditée par Ki-oon en six tomes sortis entre juin 2010 et août 2011.

## Liste des volumes
| no | Japonais          | Japonais      | Français        | Français          |
| no | Date de sortie    | ISBN          | Date de sortie  | ISBN              |
| -- | ----------------- | ------------- | --------------- | ----------------- |
| 1  | 30 avril 2009     | 9788925243252 | 10 juin 2010    | 978-2-35592-167-4 |
| 2  | 15 juin 2009      | 9788925245966 | 26 août 2010    | 978-2-35592-200-8 |
| 3  | 15 septembre 2009 | 9788925250304 | 28 octobre 2010 | 978-2-35592-210-7 |
| 4  | 30 janvier 2010   | 9788925255996 | 9 décembre 2010 | 978-2-35592-225-1 |
| 5  | 30 mars 2010      | 9788925259161 | 28 avril 2011   | 978-2-35592-263-3 |
| 6  | 30 juillet 2010   | 9788925264738 | 25 août 2011    | 978-2-35592-302-9 |

## Analyse
Selon une critique du premier tome sur le site web scifi-universe.com, « l'ensemble s'avère assez original avec un trait qui mélange habilement le style manga et la bande dessinée européenne ».

### Édition japonaise
Daewon C.I.
1. 1 2  (ko) « Tome 1 »
2. 1 2  (ko) « Tome 2 »
3. 1 2  (ko) « Tome 3 »
4. 1 2  (ko) « Tome 4 »
5. 1 2  (ko) « Tome 5 »
6. 1 2  (ko) « Tome 6 »

### Édition française
Ki-oon
1. 1 2  (fr) « Tome 1 »
2. 1 2  (fr) « Tome 2 »
3. 1 2  (fr) « Tome 3 »
4. 1 2  (fr) « Tome 4 »
5. 1 2  (fr) « Tome 5 »
6. 1 2  (fr) « Tome 6 »